# Thomas Ernst (Admiral)

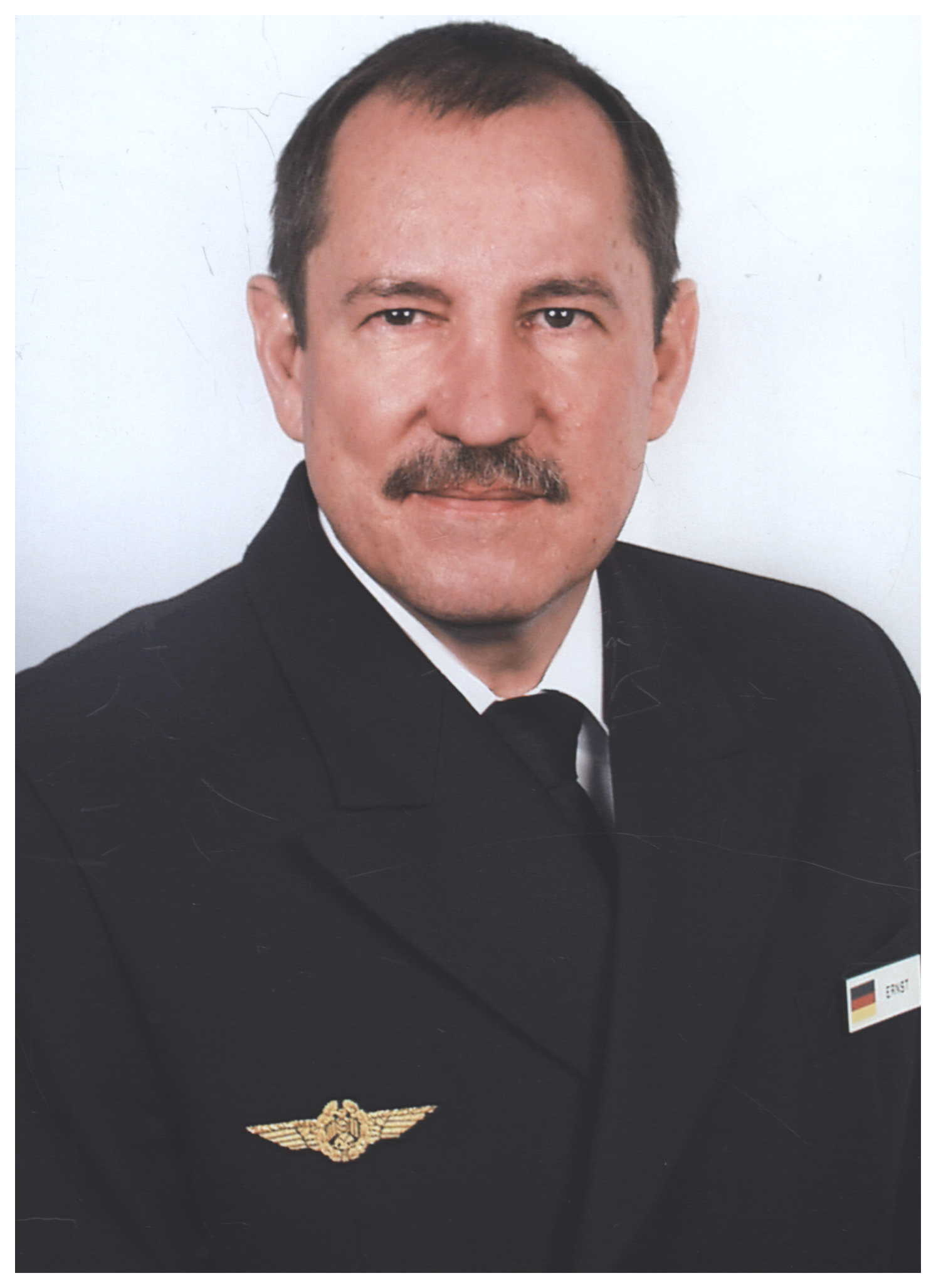
Thomas Ernst (2010)

Thomas Josef Ernst (* 1956) ist ein Flottillenadmiral außer Dienst der Deutschen Marine der Bundeswehr und war in letzter Verwendung Verteidigungsattaché in Washington, D.C. (Vereinigte Staaten).

## Militärische Laufbahn

### Ausbildung und erste Verwendungen
Thomas Ernst trat 1976, nach dem Abitur, in die Bundesmarine als Offizieranwärter und Angehöriger der Crew VII/76 ein. Von 1977 bis 1980 studierte er Elektrotechnik an der Hochschule der Bundeswehr München.
Nach dem Studium durchlief er eine größtenteils in den USA stattfindende dreijährige Ausbildung zum Strahlflugzeugführeroffizier. Nach der Umschulung auf das Luftfahrzeugmuster PA 200 Tornado in Cottesmore, Großbritannien begann er 1984 seine Laufbahn als Marineflieger beim Marinefliegergeschwader 1 in Jagel.
Von 1989 bis 1991 wurde Ernst als Studentenfachbereichsgruppenleiter an der Universität der Bundeswehr Hamburg verwendet. Anschließend nahm von 1991 bis 1993 an der École Supérieure de Guerre Naval in Paris an der Admiralstabsausbildung teil.

### Dienst als Stabsoffizier
Nach seiner Rückkehr nach Deutschland 1993 führte er als Staffelkapitän die 1. Staffel des Marinefliegergeschwader 2 in Eggebek. Nach einer Zwischenverwendung als Personalführer im Bundesministerium der Verteidigung übernahm Ernst 1998 in Eggebek die Fliegende Gruppe als Kommandeur. Von 2000 bis 2002 folgte eine weitere Verwendungen im Bundesministerium der Verteidigung, diesmal als Adjutant beim Generalinspekteur der Bundeswehr in Berlin.
Nach der Beförderung zum Kapitän zur See übernahm Ernst 2002 für drei Jahre die Leitung des Militärpolitischen Referats im Hauptquartier SACLANT in Norfolk, VA. Von 2005 bis 2007 war er als Referatsleiter in der Abteilung Personal des Bundesministeriums der Verteidigung in Bonn tätig. Anschließend war er bis 2010 Büroleiter bei Staatssekretär Wichert.

### Dienst als Admiral
2010 übernahm Ernst die Führung der Marineschule Mürwik. Während dieser Verwendung diente er von Mai 2010 bis Januar 2011 als stellvertretender Kommandeur (DCOM) der EU NAVFOR Atalanta im EU Operational Headquarters in Northwood, GB.
Von Juli 2013 bis Juni 2016 war er Commander, Maritime Air (COMMARAIR) and Deputy Chief of Staff Maritime Air for NATO Allied Maritime Command (MARCOM) im Maritime Headquarters Northwood/GBR.
Seit 1. September 2016 war Ernst Verteidigungsattaché in der Deutschen Botschaft Washington. Diesen Dienstposten übernahm Brigadegeneral Frank Gräfe. Ernst wurde, nach kurzzeitigen Einsatz an der Marineschule Mürwik, im Oktober 2019 nach 43 Dienstjahren in den Ruhestand versetzt.

## Privates
Ernst ist verheiratet und hat ein Kind.